# Prepona sinuosa
Prepona sinuosa är en fjärilsart som beskrevs av Le Moult 1932. Prepona sinuosa ingår i släktet Prepona och familjen praktfjärilar. Inga underarter finns listade i Catalogue of Life.